# Eugen Kühnemann
Eugen Kühnemann, född 28 juli 1868 i Hannover, död 12 maj 1946 i Fischbach, Niederschlesien, var en tysk litteraturhistoriker. 
Kühnemann blev extra ordinarie professor 1901 vid Marburgs universitet och 1903 vid Bonns universitet samt flyttade samma år som ordinarie professor i litteraturhistoria till Posen, för vars nyupprättade universitet han utnämndes till rektor, men kallades 1906 till professor i filosofi i Breslau. Under tiden  augusti 1914 till maj 1917 var han verksam i USA för Tysklands sak. Hans arbeten är dels litteraturhistoriska, dels rent filosofiska, varjämte han varit verksam som utgivare.